# 谢埃里
谢埃里（法語：Chéhéry，法語發音：[ʃe.eʁi]）是法国大東部大區阿登省的一个旧市镇，属于色当区。该旧市镇2009年时的人口为121人。2016年，谢埃里与市镇巴尔河畔谢姆里合并为新市镇谢姆里-谢埃里。

## 人口
谢埃里人口变化图示
| 数据来源：INSEE |